# Гало-Тре Ре-Мецана Корти (Павија)
Гало-Тре Ре-Мецана Корти је насеље у Италији у округу Павија, региону Ломбардија.
Према процени из 2011. у насељу је живело 2563 становника. Насеље се налази на надморској висини од 62 м.